# 乗性寺
乗性寺（じょうしょうじ）は岐阜県郡上市美並町にある浄土真宗大谷派の寺院で、山号は戸谷山。郡上領主東氏ゆかりの寺院で、浄土真宗寺院としては郡上市（郡上郡）最古である。郡上藩主遠藤氏の菩提寺。
正嘉元年（1257年）、郡上郡山田庄の地頭、東胤行が出家して素暹を名乗り戸谷道場として開いた。その後東氏及びその支流である遠藤氏の菩提寺として保護された。寛永8年（1631年）、郡上藩初代藩主遠藤慶隆の戒名に因み、寺名を乗性寺とする。戦国時代の郡上領主東常縁の墓とされるものがある他、郡上八幡城初代城主遠藤盛数の墓及び郡上藩初代藩主遠藤慶隆から四代遠藤常春にいたる藩主の墓及びその肖像画、系図などを有している。